# Panada
Panada – rodzaj zupy pochodzenia francuskiego. Zupa ta jest przyrządzana z czerstwego chleba zalewanego wywarem z kości, a spożywana na gorąco z dodatkiem czosnku, soli oraz pieprzu.
Panadą jest nazywana również masa spulchniająca, w skład której wchodzi czerstwa bułka, ryż oraz tarte surowe ziemniaki.
Maria Randell w poradniku kulinarnym z 1844 zalecała aromatyzowanie panady poprzez dodatek mleka i cebuli, albo wywaru z szynki.
W wyborze składników i sposobie przygotowywania, panada przypomina śląską wodziankę.